# メリー・ベーカー・エディ

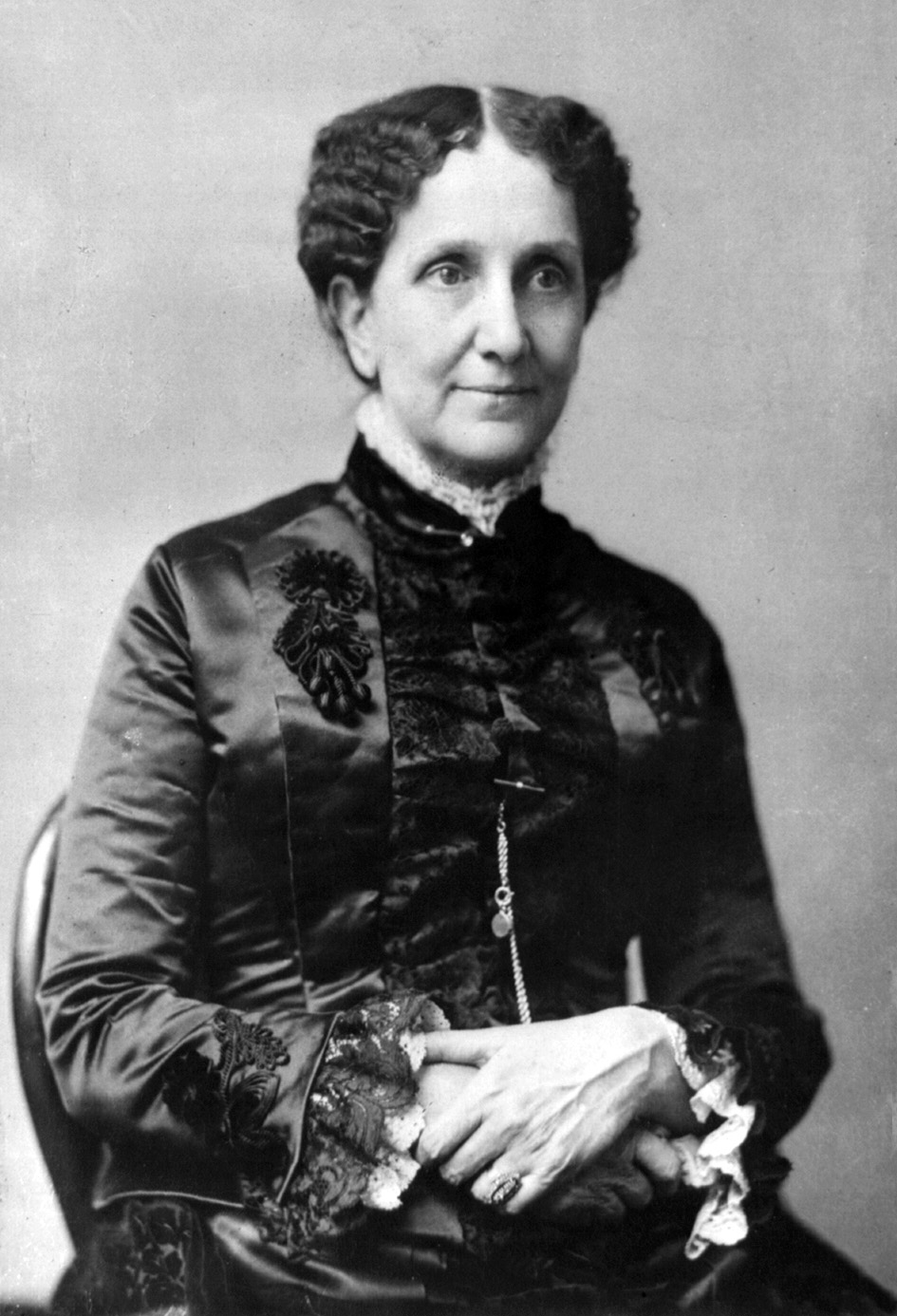
メリー・ベーカー・エディ

メリー・ベーカー・エディ（Mary Baker Eddy，1821年7月16日 - 1910年12月3日）は、1879年にクリスチャン・サイエンス教会を設立した人物である。メリー・モース・ベーカー、エディ夫人などとも称される。

## 生涯
彼女はニューハンプシャー州のボー（Bow）で生まれ、プロテスタント会衆派の家庭で育ったが、予定説の教えに納得できなかった。彼女は慢性疾患に悩まされており、聖書に書かれた原始キリスト教の癒しの記述に強い興味を抱いた。彼女はサウスカロライナ州のチャールストンで一番上の兄と一緒に暮らした。1843年12月、彼女は兄の親友のジョージ・ワシントン・グローバー（George Washington Glover）と結婚する。彼は知事のスタッフの名誉あるメンバーで、グローバー少佐（Major Glover）と呼ばれた。しかし結婚から数ヵ月後、夫は黄熱病に罹り、子供が生まれる直前に死亡した。彼はフリーメイソン（「St. Andrew's Lodge No. 10」と「Union Chapter No. 3, R.A.M」のメンバー）であったので、フリーメイソンリー様式で葬られた。彼は亡くなる前に、彼女がニューハンプシャー州の両親の家に帰ることを支援してくれるように、フリーメイソンリーのロッジのメンバーに頼んだ。彼らは約束を守り、忠実に義務を履行した。両親の家に到着後、二人の間の唯一の子供、ジョージ・ワシントン・グローバー・ジュニア（George Washington Glover, Jr.）が生まれた。
1853年、彼女はダニエル・パターソン博士（Dr. Daniel Patterson）と再婚。1860年代には、信仰による癒しとフィニアス・クインビー（Phineas Quimby）に関する事柄についての探究を開始した。彼女にクインビーが及ぼした影響には、議論の余地が残されている。なぜなら、彼女は個人的にはクインビーを高く評価していたが、最終的にはクインビーがキリスト教というよりも、催眠術をもとにした手法を使ったという点については否定したからである。
1866年、大怪我をした後、彼女は聖書の教えに立ち戻り、予想外の回復をした。そして、それから3年間、聖書の研究とクリスチャン・サイエンスの発展に全てを捧げた。そこで彼女は、病気は心の幻想に過ぎず、よりはっきりと神の存在を知覚することによって癒されうると確信し、個人的に人々に対して彼女の癒しの理論を説き始めた。彼女は2番目の夫とは、夫の不倫が原因で1873年に離婚した。1877年、彼女はアーサ・ギルバート・エディ（Asa Gilbert Eddy）と3度目の結婚をする。そして、1879年、ボストンでクリスチャン・サイエンス教会を創立した。彼女は自らの会員にフリーメイソンリーへの入会を許可し、フリーメイソンリーの雑誌に記事を載せた。エディの兄姉達は、交霊術の集会を開催しており、そこでエディの同僚でフリーメイソンのヘンリー・スティール・オルコットはヘレナ・P・ブラヴァツキーと出会い、二人は1875年11月にニューヨークで神智学協会を設立した。3番目の夫は1882年に死亡。彼女は余生を教会の体制を維持し、そのテキスト『科学と健康－付聖書の鍵』を改訂することに費やした。
1908年、87歳の時、彼女は教派とは無関係の日刊新聞『クリスチャン・サイエンス・モニター』を創刊した。また、彼女は『クリスチャン・サイエンス・ジャーナル』（the Christian Science Journal）も創刊。これは主として、クリスチャン・サイエンスの教えや、その癒しの手法に関わる一般の人々からの質問に答える記事で構成された月刊雑誌である。さらに、より一般大衆向けに作られた『クリスチャン・サイエンス・センティネル』（the Christian Science Sentinel）という週刊の宗教雑誌、『クリスチャン・サイエンス・ヘラルド』（the Christian Science Herald）という英語以外の言語および点字で書かれた子供向けの宗教雑誌も刊行した。

## 伝記
- The definitive, church-authorized, biography of Eddy is Robert Peel's trilogy Mary Baker Eddy: The Years of Discovery, Mary Baker Eddy: The Years of Trial, and Mary Baker Eddy: The Years of Authority.
- A more recent single volume is a 1999年 work by Gillian Gill (ISBN 0738202274), which includes review of the numerous other biographies over the years.
- Mary Baker Eddy, Speaking for Herself (ISBN 0879522755)
- The famous novelist Stefan Zweig wrote a biography Mary Baker Eddy

## 主な著作
- Science And Health, With Key To The Scriptures - 1875年, revised through 1910年（邦訳：『科学と健康－付聖書の鍵－』）
- Miscellaneous Writings
- Retrospection and Introspection
- Unity of Good
- Pulpit and Press
- Rudimental Divine Science
- No and Yes
- Christian Science versus Pantheism
- Message to The Mother Church, 1900年
- Message to The Mother Church, 1901年
- Message to The Mother Church, 1902年
- Christian Healing
- The People's Idea of God
- The First Church of Christ, Scientist, and Miscellany
- The Manual of The Mother Church